# Fernmeldeturm Grafensundern
Der Fernmeldeturm Grafensundern ist ein 60 m hoher Sendeturm in Stahlfachwerkkonstruktion. Obwohl sich der Senderstandort 10 km südlich von Osnabrück befindet, wird er wegen seiner Zugehörigkeit zum Landkreis auch als Osnabrücker Sender bezeichnet. Wegen seiner topographisch günstigen Lage können insbesondere das südliche Osnabrücker Land und die angrenzenden Regionen besser mit Rundfunksignalen versorgt werden als dies über die Sender Schleptruper Egge und Schinkelturm (Osnabrück) möglich ist.

## Geschichte des Turms
In den 1960er Jahren wurde der Richtfunkturm auf dem Berg Grafensundern erbaut. Es handelt sich um einen Sendeturm in Fachwerkbauweise wie er in dieser Zeit häufig errichtet wurde, beispielsweise auf dem Brunnenberg bei Bad Rehburg und dem Heidbrink nahe Lübbecke. Außerdem wurden im Kalten Krieg ab 1961 vom Warndienst in Westdeutschland UKW-Rundspruchsende-
und Richtfunkverbindungsstellen (RV-Stellen) mit Antennentürmen dieser Bauart errichtet.

Über den Turmaufbau jener Sendeanlagen sind folgende Informationen bekannt: „Der Antennenturm der Rundspruchsende- und Richtfunkverbindungsstelle hatte je nach der geographischen Lage eine Höhe von 30, 40 oder 50 Metern. Der Turm war eine Gitterkonstruktion mit einer oberen Plattform, die 6 × 6 Meter maß. Ausgestattet war der Turm mit einer Aufzugswinde mit einem schwenkbaren Ausleger für Kabel und die Antennenspiegel. Der Turm hatte eine senkrechte UKW-Antenne, die sich auf der Plattform befand, und 1 bis 5 Parabolspiegel.“
Beim Funkturm Grafensundern befindet sich die obere Plattform in 40 Meter Höhe. Für die Anbringung der neuen VHF-Dipolantennen ist der zentrale Antennenträger im Herbst 2015 um 5 Meter verlängert worden. Damit wird eine Gesamthöhe von 60 Metern erreicht.
Auf dem benachbarten und durch einen Kammweg verbundenen Dörenberg geht die Geschichte des Richtfunks noch weiter zurück. Über die damalige militärische Funkstation, heute Standort eines Funkturms, ist 1937 die erste Richtfunkstrecke Deutschlands von Iburg nach Münster hergestellt worden.

## Frequenzen und Programme

### Analoger Hörfunk (UKW)
| Frequenz (MHz) | Programm      | RDS PS   | RDS PI | ERP (kW) | Antennendiagramm rund (ND) / gerichtet (D) | Polarisation horizontal (H) / vertikal (V) |
| -------------- | ------------- | -------- | ------ | -------- | ------------------------------------------ | ------------------------------------------ |
| 104,8          | osradio 104,8 | os_radio | 1086   | 1        | D (300-120°)                               | H                                          |

### Digitales Radio (DAB / DAB+)
Seit dem 1. November 2016 wird vom Fernmeldeturm Grafensundern digitaler Hörfunk ausgestrahlt.
| Block                  | Programme | ERP (kW) | Antennendiagramm rund (ND) / gerichtet (D) | Gleichwellennetz (SFN)                                                                                      |
| ---------------------- | --- | -------- | ------------------------------------------ | --- |
| 10A NDR NDS (D__00336) | DAB+ Block des Norddeutschen Rundfunks - NDR 1 NDS OS (Osnabrück) (104 kbps) - NDR 2 NDS (104 kbps) - NDR Kultur (104 kbps) - NDR Info NDS (104 kbps) - N-Joy (104 kbps) - NDR Blue (104 kbps) - NDR Schlager (104 kbps) - NDR Info Spezial (104 kbps) - NDR BWS (16 kbps) - ARD TPEG (16 kbps) | 10       | D (330-150°)                               | Damme, Lingen, Osnabrück (Bramsche-Schleptruper Egge), Osnabrück (Grafensundern), Papenburg, Sögel/Windberg |

### Analoges Fernsehen
Bis zur Umstellung auf DVB-T am 14. Dezember 2005 wurden folgende Programme in analogem PAL gesendet:
| Kanal | Frequenz (MHz) | Programm                      | ERP (kW) | Sendediagramm rund (ND) / gerichtet (D) | Polarisation horizontal (H) / vertikal (V) |
| ----- | -------------- | ----------------------------- | -------- | --------------------------------------- | ------------------------------------------ |
| 10    | 210,25         | Das Erste (NDR)               | 0,2      | D                                       | V                                          |
| 23    | 487,25         | ZDF                           | 0,4      | D                                       | H                                          |
| 52    | 719,25         | NDR Fernsehen (Niedersachsen) | 1        | D                                       | H                                          |